# Hans Hanke
Hans Reinhold Hanke (13. ožujka 1912. – 13. kolovoza 1981.) je bio Obersturmbannführer u Waffen SS-u tijekom Drugog svjetskog rata. Odlikovan je Viteškim križem željeznog križa, odlikovanje se dodjeljivalo za iznimnu hrabrsot na bojnome polju ili za istaknuto vojno vodstvo u Njemačkoj tijekom Drugog svjetskog rata. 
Obersturmbannführer Hans Hanke rođen je 13. ožujka 1912. u Gliwiceu, Silesia. Prvi put je odlikovan tijekom Bitke za Francusku u lipnju 1940. Postao je zapovjednik 28. Oružane gorske pukovnije (28. Waffen Gebirgsjager Regiment), Handžar divizije, i odlikovan je Viteškim križem pred kraj rata u svibnju 1945. Preživio je rat i umro u Goslaru 13. kolovoza 1981.